# Episodi di Quincy (prima stagione)
La prima stagione della serie televisiva Quincy, composta da 4 episodi, è stata trasmessa in prima visione negli Stati Uniti d'America dalla NBC dal 3 ottobre 1976 al 2 gennaio 1977.
In Italia la stagione è inedita.
| nº | Titolo originale                   | Titolo italiano | Prima TV USA     | Prima TV Italia |
| -- | ---------------------------------- | --------------- | ---------------- | --------------- |
| 1  | Go Fight City Hall - To the Death! | inedito         | 3 ottobre 1976   | inedito         |
| 2  | Who's Who in Neverland             | inedito         | 10 ottobre 1976  | inedito         |
| 3  | A Star Is Dead                     | inedito         | 28 novembre 1976 | inedito         |
| 4  | Hot Ice, Cold Hearts               | inedito         | 2 gennaio 1977   | inedito         |

## Go Fight City Hall - To the Death!
- Diretto da: E.W. Swackhamer
- Scritto da: Glen A. Larson e Lou Shaw

### Trama
Una giovane donna viene violentata e strangolata su una spiaggia di Los Angeles. Più in basso, lungo la costa, un giovane ragazzo viene colpito da un'arma da fuoco e arrestato per l'omicidio. Quincy non pensa che sia stato possibile per il ragazzo arrestato strangolare la donna e decide che uscirà e inizierà una sua piccola indagine. Visita il municipio dove la donna lavorava per fare alcune domande e, dopo un piccolo controllo, scopre che lì c'è un'ondata inspiegabile di morti.

## Who's Who in Neverland
- Diretto da: Steven Hilliard Stern
- Scritto da: Michael Kozoll (sceneggiatura) e Richard Powell (soggetto e sceneggiatura)

### Trama
Margo Bently sta scrivendo il suo primo libro, il cui contenuto potrebbe rivelarsi molto dannoso per un certo gruppo di persone. Viene uccisa e portata in laboratorio come caso di sospetta prostituta alcolizzata e malata di cirrosi.

## A Star Is Dead
- Diretto da: Noel Black
- Scritto da: Lou Shaw, Michael Kozoll e Glen A. Larson

### Trama
Roberta Rhodes, una famosa star del cinema, viene trovata morta nella sua camera da letto. La polizia pensa che probabilmente sia stato un suicidio, ma Quincy non è d'accordo. Un direttore di un giornale di gossip si avvicina a Quincy e gli dice che la notte della sua morte il suo amico Charles Sinclair, membro del Congresso e probabile senatore, era con lei.

## Hot Ice, Cold Hearts
- Diretto da: Bruce Kessler
- Scritto da: Stephen Downing (accreditato come Sean Baine)

### Trama
Una coppia di ladri irrompe in un museo messicano e ruba gioielli per un valore di 4 milioni di dollari. Poi nasconde la refurtiva sotto il pavimento della propria barca, con l'intenzione di salpare per la California.